# Grindelia chiloensis
Grindelia chiloensis, llamado comúnmente botón de oro, melosa, es una planta psamófila, de la familia Asteraceae nativa de las zonas de estepa patagónica de Chile y de Argentina (desde la provincia de San Juan hasta Santa Cruz). Es buena colonizadora y abunda en áreas perturbadas, como al margen de caminos.

## Descripción
Es un arbusto perennifolio sufrútice (es la planta ramificada desde la base, leñosa abajo y herbácea en la superior), con tallo erecto ramificado, redondo y esponjoso, que alcanza 30 a 100 cm de altura, muy resinosa, con ramas ascendentes que terminan en una inflorescencia. Las hojas son de color verde claro, lanceoladas, alternas y finamente dentadas. Los capítulos florales son amarillos, grandes y terminales. El fruto es un aquenio, y las semillas son dispersadas por el viento.

## Usos y propiedades
Presenta glándulas resiníferas en hojas, tallos e involucros; los exudados de esas glándulas (sustancia lechosa, pegajosa) cubren la totalidad de la parte aérea de la planta y están compuestos por resinas no volátiles e hidrófobas. Las resinas de las especies de Grindelia tienen compuestos similares en propiedades físicas a las obtenidas de pinos y otras coníferas, y se utilizan en muchos procesos industriales para la elaboración de gomas, pinturas, pegamentos, barnices, lacas, tintas, etc.
Está en proceso de domesticación como fuente de resina, para complementar la producida por los pinos.

## Medicina popular
- Combate el asma en forma de cigarrillos.
- En pequeñas dosis es diurético.
- Utilizado en infecciones de las vías urinarias.
- Antiinflamatorio indicado para artritis y reumatismo.

## Taxonomía
Grindelia chiloensis fue descrita por  (Cornel.) Cabrera y publicado en Revista del Museo de La Plata (Nueva Serie), Sección Botánica 33: 215. 1931.
Sinonimia
- Grindelia foliosa Hook. & Arn.
- Grindelia resinosa Gill. ex Hook. & Arn.
- Grindelia speciosa Lindl. & Paxton
- Grindelia volkensii Kuntze
- Haplopappus hoorebekia DC.
- Helianthus australis Small ex Phil.
- Hoorebekia chiloense basónimo
- Aster hoorebekia (DC.) Kuntze[3]